# Ліліан Гонсалвес
Ліліан Гонсалвес (порт. Lilian Gonçalves, 25 квітня 1979) — бразильська баскетболістка.
Бронзова призерка Олімпійських Ігор 2000 року.